# Çilek Kokusu
Çilek Kokusu è un serial televisivo drammatico turco composto da 23 puntate, trasmesso su Star TV dal 24 giugno al 27 novembre 2015. È diretto da Adnan Güler e Filiz Gülmez, scritto da Aslı Zengin e Banu Zengin Tak, prodotto da Gold Film ed ha come protagonisti Demet Özdemir, Yusuf Çim ed Ekin Mert Daymaz. È un adattamento della serie televisiva sudcoreana del 2013 Sangsokjadeul, conosciuta anche con il titolo internazionale di The Heirs.

## Trama
Aslı Koçer è una ragazza che vive a Istanbul assieme alla madre e che lavora in una pasticceria, ma che sogna di potersi iscrivere all'università. Un giorno, mentre sta effettuando una consegna, rischia di essere investita dall'auto guidata dal giovane Burak Mazharoğlu, ricco, viziato e con la fama di donnaiolo: la ragazza non riporta alcuna ferita, ma fa cadere la torta che sta consegnando e questo le costa il licenziamento. Aslı però non demorde e trova un nuovo lavoro come cameriera in un albergo della località balneare di Bodrum, dove già lavora una sua amica. Poco dopo scopre che il proprietario dell'albergo è il padre di Burak, che, tra l'altro, si trova a Bodrum assieme alla fidanzata Çağla e al cugino. E ben presto, però, nonostante gli iniziali litigi, tra Aslı e Burak nasce un forte sentimento.

## Episodi
| Stagione       | Episodi | Prima TV Turchia | Prima TV Italia |
| -------------- | ------- | ---------------- | --------------- |
| Prima stagione | 23      | 2015             | inedita         |

### Prima stagione (2015)
| n° | Titolo originale | Prima TV Turchia  |
| -- | ---------------- | ----------------- |
| 1  | 1. Bölüm         | 24 giugno 2015    |
| 2  | 2. Bölüm         | 1º luglio 2015    |
| 3  | 3. Bölüm         | 8 luglio 2015     |
| 4  | 4. Bölüm         | 15 luglio 2015    |
| 5  | 5. Bölüm         | 22 luglio 2015    |
| 6  | 6. Bölüm         | 29 luglio 2015    |
| 7  | 7. Bölüm         | 5 agosto 2015     |
| 8  | 8. Bölüm         | 12 agosto 2015    |
| 9  | 9. Bölüm         | 19 agosto 2015    |
| 10 | 10. Bölüm        | 26 agosto 2015    |
| 11 | 11. Bölüm        | 2 settembre 2015  |
| 12 | 12. Bölüm        | 9 settembre 2015  |
| 13 | 13. Bölüm        | 16 settembre 2015 |
| 14 | 14. Bölüm        | 23 settembre 2015 |
| 15 | 15. Bölüm        | 7 ottobre 2015    |
| 16 | 16. Bölüm        | 14 ottobre 2015   |
| 17 | 17. Bölüm        | 17 ottobre 2015   |
| 18 | 18. Bölüm        | 24 ottobre 2015   |
| 19 | 19. Bölüm        | 31 ottobre 2015   |
| 20 | 20. Bölüm        | 7 novembre 2015   |
| 21 | 21. Bölüm        | 14 novembre 2015  |
| 22 | 22. Bölüm        | 21 novembre 2015  |
| 23 | 23. Bölüm        | 27 novembre 2015  |

## Personaggi e interpreti
- Aslı Koçer (episodi 1-23), interpretata da Demet Özdemir.
- Burak Mazharoğlu (episodi 1-23), interpretato da Yusuf Çim.
- Volkan Mazharoğlu (episodi 1-23), interpretato da Ekin Mert Daymaz.
- Nihat Mazharoğlu (episodi 1-23), interpretato da Mahir Günşiray.
- Elçin Mazharoğlu (episodi 1-23), interpretata da Mine Tugay.
- Sinan Mazharoğlu (episodi 1-23), interpretato da Murat Başoğlu.
- Selda Mazharoğlu (episodi 1-23), interpretata da Laçin Ceylan.
- Sukran (episodi 1-23), interpretata da Leyla Uner Ermaya.
- Halil (episodi 1-23), interpretato da Kubilay Penbeklioglu.
- Çağla (episodi 1-23), interpretata da Gözde Kaya. È la fidanzata di Burak.
- Gonda (episodi 1-23), interpretata da Zeynep Tuğçe Bayat. È un'amica di Aslı.
- Erdem (episodi 1-23), interpretato da Anıl Çelik.
- Eda (episodi 1-23), interpretata da İdil Sivritepe.
- Cansu (episodi 1-10, 17-23), interpretata da Aybike Soydan.
- Baris (episodi 3-8), interpretato da Utku Ateş.
- Deniz (episodi 3-5, 11-16), interpretato da Cansu Melis Karakus.
- Gani (episodi 16-23), interpretato da Bora Cengiz.
- Basak (episodi 17-23), interpretata da Asli Aybars.
- Duygu (episodi 14-15, 23), interpretata da Çisem Çanci.
- Buray (episodio 17), interpreta se stesso.

## Produzione
La serie è diretta da Adnan Güler e Filiz Gülmez, scritta da Aslı Zengin e Banu Zengin Tak e prodotta da Gold Film. Inoltre, è un adattamento della serie televisiva sudcoreana del 2013 Sangsokjadeul, conosciuta anche con il titolo internazionale di The Heirs.

### Riprese
Le riprese della serie sono state effettuate nella città turistica di Bodrum (dove sono state eseguite alcune riprese d'interni presso il Bodrum Vogue Hotel), in provincia di Muğla (situata nella regione dell'Egeo), per poi continuare a Istanbul.

## Riconoscimenti
Turkey Youth Awards
- 2016: Candidatura come Miglior attrice televisiva a Demet Özdemir